# Sangre de mi tierra
Sangre de mi tierra es una telenovela estadounidense producida por Telemundo Studios para Telemundo entre 2017 y 2018. Es una historia original de Valentina Párraga en colaboración con María Helena Portas y Marcos Socorro. Se grabó en los viñedos de Napa, California. Salió al aire el 29 de noviembre de 2017 reemplazando a Sin senos sí hay paraíso y concluyó el 20 de febrero de 2018 siendo sustituida por Al otro lado del muro.
Protagonizada por Ana Belena y Lambda García, con la participación antagónica de Santiago Ramundo y las actuaciones estelares de Antonio de la Vega, Carolina Gómez, Gloria Peralta y Miguel de Miguel; además de la actuación especial de Daniel Elbittar.
Las grabaciones comenzaron el 15 de agosto de 2017 y concluyeron el 26 de septiembre.
En su emisión por Telemundo la historia contó con 59 capítulos emitidos al aire. En su versión internacional la producción cuenta realmente con 72 capítulos.

## Argumento
Los Castañeda y los Montiel son dos familias unidas por el cultivo de la vid. Sus viñedos han sido lo más importante de sus vidas. La pasión y la entrega por cultivar la uva para producir el mejor vino de la región ha ido incrementando favorablemente con los años. Desafortunadamente todo se derrumba cuando muere el hijo mayor de la familia Castañeda en un accidente. La fuerza que una vez unió a ambas familias es la fuerza con la que compiten desgarradamente, desde hoy y para siempre.

## Reparto
- Ana Belena - Aurora Castañeda Paredes[8]
- Lambda García - Juan José "Juanjo" Montiel[9]
- Santiago Ramundo - Roberto Quiroga[10]
- Antonio de la Vega - Crisanto Castañeda
- Carolina Gómez - Natalia Martínez de Montiel
- Miguel de Miguel - Francisco "Paco" Montiel
- Gloria Peralta - Mercedes "Meche" Paredes de Castañeda
- Daniel Elbittar - Emilio Castañeda Paredes
- Laura Chimaras - Serena Zambrano
- Josette Vidal - Paloma Castañeda Paredes
- Gabriel Rossi - Luis Montiel Martínez
- Dad Dáger - Susan Acosta
- Rubén Morales - Joaquín Martínez
- Alba Roversi - Sara Casa Grande Arrieta
- Francisco Porras - Dimas Zambrano
- Roberto Plantier - Ernesto Sánchez
- Anthony Álvarez - Cándido Navarro
- Maki Soler - Doris Anderson
- Estefany Oliveira - Ana "Anita" Barrios de Montiel
- Keller Worthman - Horacio Toledo
- Héctor Medina - Leonardo Castañeda Paredes / Leonora Castañeda Paredes[11]
- Gabo López - Rafael Zambrano
- Federico Díaz - Miguel "Mike" González
- Anna Sobero - Dolores Pérez
- Liz Dieppa - Sofía Pereira Anderson
- Johanna Cure - Kimberly Figueroa
- Carlos Santos - Iván Carrillo
- Aneudy Lara - Jordan Giménez
- Fernando Pacanins - Dr. Portillo
- Fabián Hernández - Fidelio Hernández
- César Rodríguez - Wilmer Pérez
- Tangi Colombel - Smith
- Ezequiel Montalt - Daniel Fajardo
- Diego Herrera - Emilio Quiroga Castañeda
- Pablo Quaglia - Pablo Sandoval
- Carlos Acosta-Milian - Gaspar Aguirre
- Pedro Pablo Porras - Arístides Maldonado
- Daniel Fabius - Bautista Negrón
- Guadalupe Hernández - José Gregorio "Goyo" Mejía
- Carlos Yustis - Feliciano Cardona
- Rodolfo Salas - Cristian
- Carl Mengenthaler - Mayor Bill Mc Kenisse
- Alan Fritz - Mr. Newton
- Kevin L. Humes - Prisionero
- Yadi Nieves - Consuelo
- Magaly Pefig - Gisela
- Rita Verreos - Enfermera
- Claudio Giúdice - Matías Rosso
- Beatriz Monroy - Maid